# Finski jezik
Finski jezik (suomi ili suomen kieli) uralski je jezik finske skupine kojim govori većina stanovništva Finske te etnički Finci van države. Jedan je od dva službena jezika Finske uz švedski jezik. U Švedskoj je službeno priznat manjinski jezik, a njemu najsrodniji jezici (po nekim stajalištima i dijalekti finskoga) meänkieli i kvenski službeno su priznati kao manjinski jezici skupina etničkih Finaca u Švedskoj, u Tornedalenu, i Norveškoj, u Finnmarku, zasebno.
Finski se tipološki opisuje kao aglutinativni jezik s gotovo isključivo sufiksalnom tvorbom. Imenice, pridjevi, zamjenice i brojevi se sklanjaju, a glagoli sprežu ovisno o ulozi u rečenici. Rečenice obično prate red riječi u rečenici prema predlošku subjekt – predikat – objekt, no bogat morfološki sustav omogućuje proizvoljan red riječi kako bi se ostvarilo drugačija značenja i strukturu prijenosa informacija, vrlo slično hrvatskomu. Finski pravopis koristi latinicu preuzetu iz švedskoga i gotovo je u potpunosti skladan s izgovorom. Jezik razlikuje duljinu samoglasnika, iskazuje geminaciju, odn. produljivanje suglasnika, a prisutna je i velika količina dvoglasa, ograničenih tzv. samoglasničkom harmonijom.

## Povijest
Suvremeni je finski nastao tek u 19. stoljeću, kada je finski aristokrat Johan Snellman započeo pokret za uporabu finskoga kao nacionalnog jezika, vodeći se hegelijanskim i nacionalističkim idejama. Dobivši veliku količinu potpore, finski je tako do 20. stoljeća postao moderan jezik korišten paralelno uz švedski u administraciji, književnosti, novinama i znanosti.
Prvi švedsko-finski rječnik objavio je 1853. godine Daniel Europaeus, a prvi finsko-švedski rječnik sastavio je Elias Lönnrot do 1880. godine. Istovremeno je Antero Warelius etnografskim istraživanjima među ostalim zabilježio geografsku rasprostranjenost finskih dijalekata, a sve su to bili veliki koraci za plasiranje finskoga kao legitimnoga državnoga jezika. 
Najvažniji je za finski jezik u suvremenomu dobu, doduše, bio Elias Lönnrot, finski jezikoslovac koji je zapisao Kalevalu i posredovao rasprave o dijalektalnim utjecajima na standardni finski, boreći se za prevlast zapadnih dijalekata, ali i za uključenje istočnih kako bi se jezik okoristio bogatstvom svojih govora. Prvi roman napisan na finskome bilo je djelo Sedmero braće (fin. Seitsemän veljestä) Aleksisa Kivija, objavljeno 1870. godine.

## Standardni i govorni oblik
U finskome se razlikuje dvije inačice jezika: standardni jezik (fin. yleiskieli) i govorni jezik (fin. puhekieli). 
Standardni se jezik tipično govori u formalnim situacijama, poput političkih govora ili vijesti. Njegova pisana inačica, kirjakieli (dosl. „knjiški jezik”), koristi se u gotovo svim pisanim tekstovima, što uključuje i dijaloge u prozi. Propisuje ga Institut za finske jezike, a obilježen je znatnim konzervativizmom i zastarjelim gramatičkim karakteristikama. Temeljen je na pravopisu Mikaela Agricole, finskog biskupa, koji je u 16. stoljeću na temelju zapadnih dijalekata finskoga osmislio prvi oblik pisanoga finskoga jezika kako bi preveo Bibliju.
Govorni finski je najučestalija inačica u televizijskim i radio emisijama te svakodnevnom govoru, u kojemu često prevagnjuje i nad dijalektalnim govorima. Za razliku od standardnoga, suvremeni se govorni finski razvio direktno iz ranijih oblika finskoga jezika urbanih središta, zbog čega je prošao kroz gramatičke i glasovne promjene koje nisu prisutne kod standardnoga.
Oba koriste istu ortografiju, no vidljivo se razlikuju zbog fonetičnosti abecede, odn. određenog „piši kako govoriš” principa. Tako se u zapisanome govornome jeziku pojavljuju sinkopa, ispadanje glasova ili slogova iz unutrašnjosti riječi, te sandhi koji nisu prisutni u standardu. Primjerice, standardni oblik menenpä u govornome bi se zapisao kao menempä ili meempä.

### Razlike na primjerima
| standardni jezik            | govorni jezik                      | prijevod                                     |
| hän menee he menevät        | se menee ne menee                  | „on/ona ide” „oni idu”                       |
| minä, minun...              | mä(ä)/mie, mun/miun...             | „ja, moj...”                                 |
| (minä) tulen (minä) olen    | mä tuun mä oon                     | „dolazim” ili „doći ću” „jesam” ili „bit ću” |
| onko teillä eikö teillä ole | o(n)ks teil(lä) e(i)ks teil(lä) oo | „imate li?” „nemate li?”                     |
| (me) emme sano              | me ei sanota                       | „ne kažemo” ili „nećemo reći”                |
| (minun) kirjani             | mun kirja                          | „moja knjiga”                                |
| (minä) en tiedä syödä       | mä en ti(i)ä syyä                  | „ne znam” „jesti”                            |
| kuusikymmentäviisi          | kuuskyt(ä)viis                     | „šezdesetpet”                                |
| punainen ajoittaa           | punane(n) ajottaa                  | „crvena” „mjeriti vrijeme”                   |
| korjannee                   | kai korjaa                         | „vjerojatno će popraviti”                    |

## Utjecaj na Tolkienov rad
Profesor staroengleskoga jezika na Oxfordu i spisatelj J. R. R. Tolkien, vrstan jezikoslovac, bio je zadivljen finskim jezikom. Najveći je utjecaj na njegov rad, osim samoga jezika, imala Kalevala, skup finske mitologije koju je zapisao Elias Lönnrot, koja je na kraju utjecala ne samo na Húrinovu djecu, što je izričito imenovao, već i na cjelokupnost njegovih djela, uključujući Silmarillion, Gospodara prstenova te neobjavljenu Priču o Kullervu.
Tolkienov umjetni jezik, Quenya, također je nastao pod iznimno velikim utjecajem finskoga. Tijekom svoga života, Tolkien nije posustao od tvorbe struktura i riječi u Quenyi nadahnutima finskim, što je, prema svećeniku Petri Tikki, rezultiralo u gramatičkoj strukturi iznimno sličnoj finskome, ali jeziku dovoljno različitim da fincima bude neprepoznatljiv, čineći ga iznimno originalnim, ali i autentičnim.

## Primjeri

### Opća deklaracija o ljudskim pravima
Članak 1. Opće deklaracije o ljudskim pravima na finskome i hrvatskome glasi:
»Kaikki ihmiset syntyvät vapaina ja tasavertaisina arvoltaan ja oikeuksiltaan. Heille on annettu järki ja omatunto, ja heidän on toimittava toisiaan kohtaan veljeyden hengessä.«

»Sva ljudska bića rađaju se slobodna i jednaka u dostojanstvu i pravima. Ona su obdarena razumom i savješću pa jedna prema drugima trebaju postupati u duhu bratstva.«

## Vanjske poveznice
- Institut za finske jezike – Službena stranica| Službeni jezici Europske unije                                                                                                                                                                                                                                    | Službeni jezici Europske unije                                                                                                                                                                                                                                    | Službeni jezici Europske unije |
| --- | --- | ------------------------------ |
| | |                                |
| bugarski • češki • danski • engleski • estonski • finski • francuski • grčki • hrvatski • irski • latvijski • litavski • mađarski malteški • nizozemski • njemački • poljski • portugalski • rumunjski • slovački • slovenski • španjolski • švedski • talijanski | bugarski • češki • danski • engleski • estonski • finski • francuski • grčki • hrvatski • irski • latvijski • litavski • mađarski malteški • nizozemski • njemački • poljski • portugalski • rumunjski • slovački • slovenski • španjolski • švedski • talijanski | Zastava Europske unije         |
| | |                                |
| Izvor: Službene mrežne stranice EU • Vidi još: Nazivi EU na raznim jezicima | |                                |